# داق‌داق‌آباد
داق‌داق‌آباد ، روستایی از توابع بخش مرکزی شهرستان کبودرآهنگ در استان همدان ایران است.این روستا شرایط تبدیل شدن به شهر را دارا می باشد.

## جمعیت
این روستا در دهستان حاجی لو قرار دارد و براساس سرشماری مرکز آمار ایران در سال 1403، جمعیت آن بالغ بر 6000 نفر (1500خانوار) بوده‌است.
مردمانی بسیار خوش برخورد، مهمان نواز، خوش خلق، غریب نواز، پر رزق و روزی هستند.

## وجه تسمیه
در این مورد چند نظریه وجود دارد:
1. داق در زبان ترکی محلی به معنی کوه است؛ و داقداق آباد به معنی (کوهی که این دیار را آباد کرده) آمده‌است؛ و این به دلیل وجود دو کوه در مجاورت آن بوده‌است. در توضیح این مطلب آورده‌اند که در قدیم قحطی بزرگی رخ داده‌است و به خاطر این قحطی اهالی بسیاری از سکنه روستاهای اطراف از بین رفته‌اند ولی اهالی داقداق آباد به دلیل وجود همین کوه و داشتن زاغه‌هایی در آن توانسته‌اند از قحطی نجات یابند و به همین دلیل اهالی پس از پشت سر گذاشتن قحطی نام روستایشان را به داقداق آباد تغییر داده‌اند. یعنی اینکه این دو کوه باعث حفظ و بقای روستا شده‌است.
2. در این نواحی گیاهان و درختچه‌هایی به نام «داغ داغان» وجود داشته و به خاطر کسرت این درختچه‌ها این روستا به داغ داغان آباد معروف شده‌است؛ و به مرور زمان به داغ داغ آباد تغییر شکل یافته‌است.

نظریه اخیر به یک دلیل درست به نظر نمی‌رسد و آن اینکه درختچه داغ داغان در بیشتر این نواحی و روستاهای مجاور و در دامنه‌های کوه‌های این نواحی به وفور یافت می‌شده‌است و مختص داقداق آباد نبوده‌است که این روستا به این دلیل نامش چنین شده باشد.
با اینکه هر کدام از این گفته‌ها و نقل قول‌ها در حد یک نظریه است، ولی به نظر می‌رسد نظریه اول درست‌تر باشد. در اینجا یک سؤال پیش می‌آید و آن اینکه نام قبلی این روستا چه بوده‌است؟
در کتاب بحرالنساب شیخ صالح قمی در ذیل نساب امام زاده عبداله بن زید که در داق داق آباد مدفون است از این روستا به نام‌های خاوه و داوه نام برده شده‌است. تا این اواخر داقداق آباد در بین پیران روستاهای اطراف با نام داوا یا دوا رایج بوده‌است و هنوز پیرمردانی وجود دارند که می‌توانند به مطلب صحه بگذارند.
و حالا چند سؤال اساسی دیگر.
```
 کدام نام نام قبلی داقداق آباد بوده‌است؟
 - آیا هر دو نام بطور هم‌زمان رایج بوده‌است و در یک زمان هر مردم از هر دو نام استفاده می‌کرده‌اند؟
 یا اینکه یکی از این دو نام پیش تر از ان یکی رایج بوده‌است؟
```

با توجه به مطالبی که پیشتر به آن اشاره شد، به نظر می‌رسد نام قبلی داقداق آباد داوه بوده است.